# Rugi chłopskie
Rugi chłopskie – działania polegające na całkowitym lub częściowym usuwaniu chłopów z uprawianej przez nich ziemi, w celu powiększenia obszaru folwarku pańszczyźnianego. Rugi odegrały też znacząca rolę w przekształceniu folwarku feudalnego w folwark kapitalistyczny.
Na ziemiach polskich rugowanie chłopów z tzw. gruntów rustykalnych miało miejsce już w średniowieczu i związane było z komasacją dóbr wielkiej własności ziemskiej. Częściowo ograniczył to zjawisko układ ziemski. W okresie rozwoju folwarku pańszczyźnianego, rozpoczynającego się w XV w. rugi polegały głównie na przenoszeniu chłopów na grunty o gorszej jakości gleb, np. piaszczyste, kamieniste. W Polsce przeciw rugom występował Stanisław Staszic, a zakazywał rugów uniwersał połaniecki wydany w 1794 przez Tadeusza Kościuszkę.
Proces rugów chłopskich w Prusach w niewielkim stopniu ograniczył edykt wydany w 1749 r. przez Fryderyka II, a w Galicji rugów zakazano w 1786 r. patentem wydanym przez cesarza Józefa II Habsburga, który obowiązywał aż do uwłaszczenia chłopów w 1848 r.
W Księstwie Warszawskim dekret grudniowy z 1807 r. umożliwiał usuwanie chłopów z gruntów rustykalnych nawet bez odszkodowania, co stało się powodem masowego powiększania folwarków. W Księstwie Warszawskim i Królestwie Polskim w latach 1807–1863 chłopi utracili około 16% swoich gruntów. Na skutek rugów i oczynszowania stan ludność bezrolnej w 1859 roku w Królestwie Polskim przekroczył 1 300 000 osób. Wyrugowani chłopi z Poznańskiego i ze Śląska, przenosili się do miast, emigrowali do Ameryk lub stawali się robotnikami rolnymi.  Proces samowolnych rugów chłopskich przerwało ostatecznie uwłaszczenie chłopów. 
Odpowiedzią na rugowanie chłopów z uprawianych przez nich ziem był ukaz cara Mikołaja I Romanowa z 7 czerwca 1846 roku, zwany ukazem czerwcowym.
Dla polskich historyków ocena skali i uciążliwości rugów była sprawą dyskusyjną. W początkowym okresie PRL-u podkreślano ich znaczenie, uznając rugi za świadectwo dominacji i niesprawiedliwości feudała. Natomiast w okresie wcześniejszym, jak i później uważano, że rugi nie miały aż tak istotnego znaczenia.